# Ермолай Никомидийский
Ермола́й Никомидийский (казнён в 305 году) — раннехристианский священномученик, пострадавший с Ермиппом и Ермократом в Никомедии. Почитается Православной (память 26 июля (8 августа)) и Католической церквами (память 27 июля).
О святом Ермолае известно из жития святого Пантелеимона. Согласно житию Ермолай был пресвитером, а Ермипп и Ермократ — клириками (в более поздней версии — тоже пресвитерами) в Никомедии. В время гонений 305 года они укрылись в частном доме, но и там продолжали проповедовать язычникам. В числе новообращённых был будущий великомученик Пантелеимон. Последний был арестован, исповедовал себя христианином и, не желая лгать, открыл имя своего наставника Ермолая и место, где тот скрывался. Ермолай, Ермипп и Ермократ были также арестованы, объявили себя христианами и затем обезглавлены.
Житие указывает, что искусству врачевания Пантелеимона обучил именно Ермолай. В связи с последним обстоятельством, на иконах Ермолая часто изображают с принадлежностями для врачевания и помещают в числе других мучеников-бессребреников (наряду с его учеником Пантелеимоном, а также Космой и Дамианом, Киром и Иоанном). Традиционно Ермолай изображается седовласым старцем с небольшой бородой в священнических одеждах или просто в хитоне и плаще. Известны его изображения в церквах Каппадокии (в том числе, в Гёреме), Кастории, Сицилии (в Марторане, Палатинской капелле, соборе Монреале), в церкви Святого Николая Орфаноса (Фессалоники). Наиболее ранние изображения святого Ермолая на Руси — фрески киевского собора Святой Софии и полоцкой Спасо-Преображенской церкви Евфросиниева монастыря.
Одна часть мощей святого Ермолая находится в церкви Святого Симеона в Венеции, другая — в кафедральном соборе Беневенто.